# Megan Gale
Megan Kate Gale (Perth, 7 de agosto de 1975) es una modelo australiana que ha alcanzado fama especial en Italia.
De madre polinésica y padre inglés, es la más joven de tres hermanos. Megan se convirtió en modelo a los 24 años, mientras estudiaba en la universidad, luego de ganar una competencia de modelos en 1994. En Italia se hace famosa después de aparecer en una serie de comerciales de la compañía de telecomunicaciones Omnitel (actualmente Vodafone Italia) entre los años 1999 y 2006. Actualmente vive en Lugano, Suiza.
Ha actuado en algunas películas de cine como la película de acción “Stealth: La Amenaza Invisible” (2005), del director Rob Cohen, las películas italianas “Vacanze di Natale 2000” (1999) de Carlo Vanzina y "Stregata Dalla Luna" (1987) de Norman Jewison.
Su tiempo lo divide entre su programa de radio en Italia, obras de caridad en Australia e Italia, promoviendo el turismo a Australia, su trabajo como modelo para la tienda David Jones de Australia y sus hobbies como el didgeridoo.
En 2011 contrajo matrimonio con el futbolista australiano Shaun Hampson.

## Filmografía
- 2001: Stregati dalla luna
- 2005: Stealth: la amenaza invisible
- 2010: I Love You Too
- 2014: Wonderland (serie de televisión)
- 2014: The Water Diviner
- 2015: Mad Max: Fury Road